# Formica foetens
Formica foetens är en myrart som beskrevs av Olivier 1792. Formica foetens ingår i släktet Formica och familjen myror. Inga underarter finns listade i Catalogue of Life.